# نرگس
سردهٔ نرگس (نام علمی: Narcissus) گیاهی از خانواده نرگسیان وح-صناعی(Amaryllidaceae) و راسته مارچوبگان و گیاهی دائمی و پیازدار است. پیازهای آن درشت و دارای ورقه‌های فلسی و یا مطبق است. به عبارت دیگر پیاز آن می‌تواند چندین سال متوالی گل دهد و گل آن همه ساله درشت تر، کم رنگ و پُر رنگ هستند. برگ‌های این گیاه از بن ریشه به صورت صاف یا شیاردار بیرون می‌آیند و در طول ساقه قرار می‌گیرند. نرگس‌ها به اندازه‌های مختلف یافت می‌شوند از گل‌های ۵ اینچی روی ساقه های ۲ فوتی گرفته تا گل‌های ۵/۰ اینچی روی ساقه ۲ اینچی.
نرگس‌ها از میان خانواده تمام گل‌ها نگهداری ساده تری دارند و برای افراد مبتدی در باغبانی ایدئال هستند.
پیاز و برگ‌ها حاوی کریستال‌های سمی هستند که فقط حشرات اصلی می‌توانند بدون آسیب رساندن به گل از آن مصرف کنند. هر چند ممکن است جانوران آن‌ها را از زیر خاک بیرون بیاورند. گل و ساقه این گیاه سمی نیست و فقط پیاز این گیاه بسیار زهرآگین است. نوع زرد رنگ آن از نوع سفید رنگش سمی تر است. سقراط این گیاه را به دلیل سمی بودن «گردنبند خدایان دوزخ» می‌نامید. روستای بانزرکه بومی ترین و قدیمی ترین مزارع گل نرگس کشور را داراست.

## رده‌بندی انواع نرگس

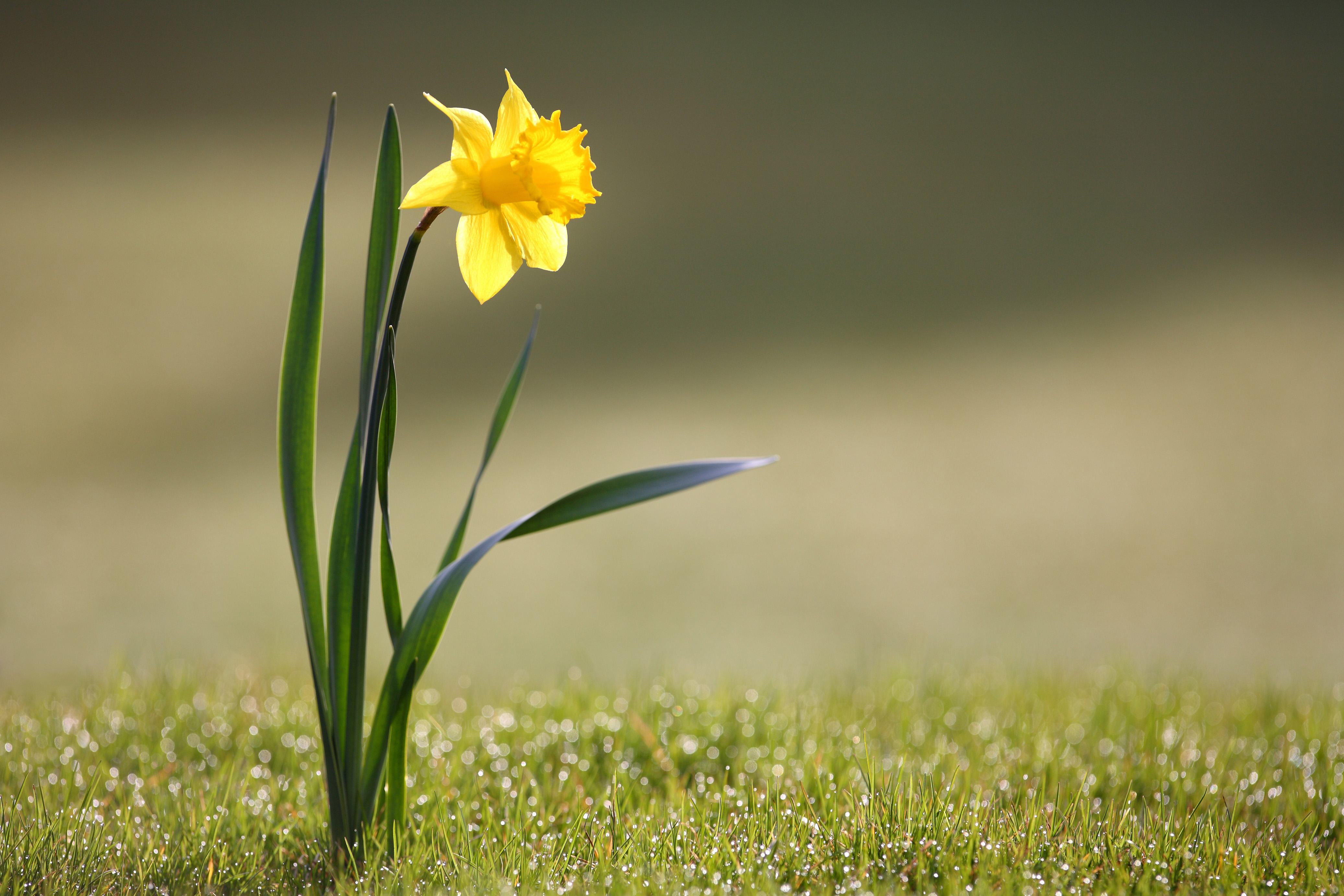
نرگس

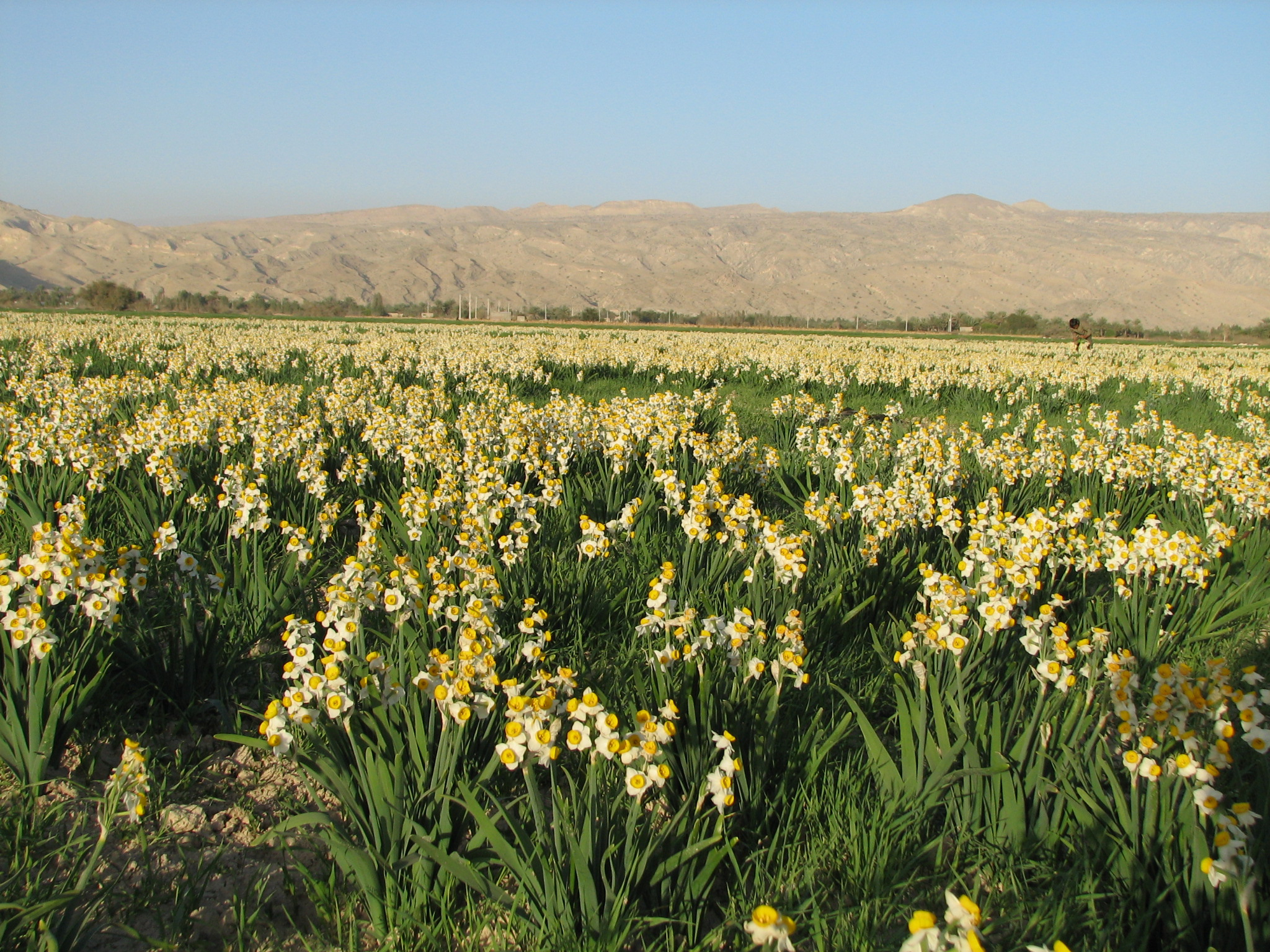
نرگس

رده‌بندی یک گونه کشت شده (قابل کشت) نرگس بر پایه توصیف و سنجش یا از یک رده‌بندی ارائه شده توسط فردی که گونه‌ها را به ثبت می‌رساند، پایه‌گذاری شده‌است.
کد رنگ‌های استفاده شده برای توصیف رنگ نرگس‌ها به قرار زیر است:
W- سفید (سفید گونه)
G- سبز
Y- زرد
P – صورتی
O- نارنجی
R- قرمز
در توصیف گل نرگس هر نرگس را به دو بخش تقسیم می‌کنیم

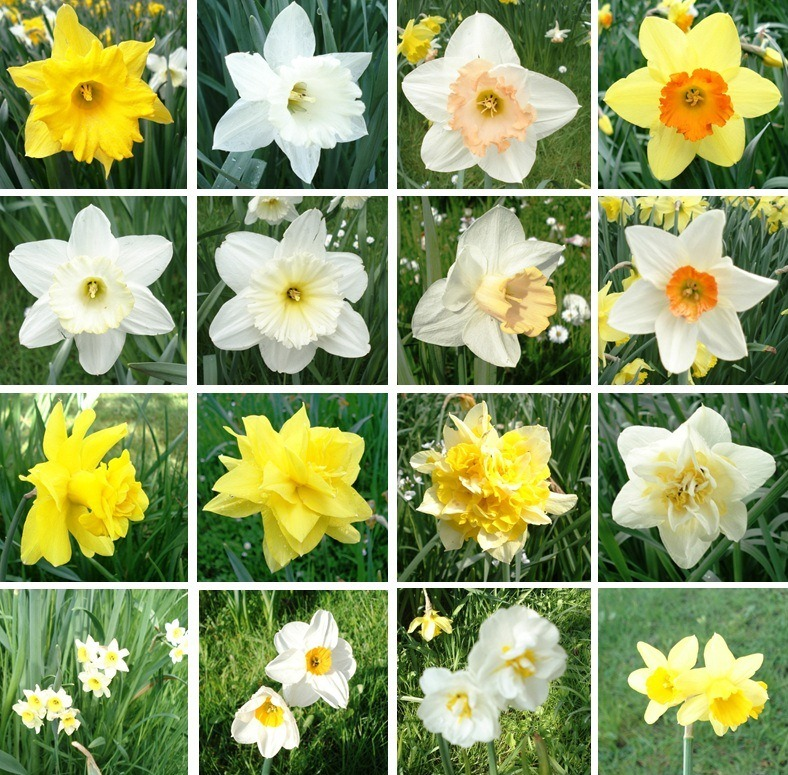
محدوده گونه های گل نرگس

- گلبرگ‌ها
- تاج گل

## رویشگاه‌های طبیعی در ایران
نرگس دو نوع است. یک نوع آن تاج بزرگی دارد و تک گل است و نوع دیگر تاج کوچک و گل‌هایش به صورت خوشه‌ای هستند. بیشتر نرگس‌های ایرانی از دسته دوم هستند . معروف‌ترین نوع گل نرگس در ایران، گل نرگس شهلا است.
بهبهان یکی از شهرهای زیبای استان خوزستان در ۲۰۵ کیلومتری جنوب‌شرقی اهواز است که پیشینه تاریخی ۱۰ هزار ساله دارد. جالب است بدانید که قدیمی‌ترین نرگس‌زار ایران و زادگاه اصلی آن به بهبهان تعلق دارد.

بیشترین سطح زیر کشت گل نرگس در بخش جره و بالاده کازرون، استان فارس واقع شده است. گل نرگس در دیگر نقاط کشور مثل شیراز(استان فارس)، خَفر (استان فارس) و خراسان جنوبی هم یافت می‌شود، این در حالی است که در برخی نواحی ایران گیاه نرگس به صورت خودرو وجود دارد.
در استان خراسان جنوبی به ویژه در شهرستان خوسف حدود 26هکتار گل  نرگس به‌صورت خودرو و زراعی در اطراف روستاهای آریش و دستگرد کشت می شود که رتبه اول  استان را دارد. در  روستای پیرحاجات در شهرستان طبس نیز گل نرگس به صورت گسترده کِشت می‌گردد.
بخش بزرگی از نرگس‌زارهای استان فارس در  منطقه «جره» ، «بلبلک» ، «دادین» ، «سرمشهد» و «فامور»  بخش جره و بالاده قرار دارند که گونه‌های متعددی را تولید می‌کنند. در این نرگس‌زارها چهار نوع گل نرگس شناسایی شده که نرگس «شهلا» وسعت بیشتری از مناطق تحت کشت را به خود اختصاص داده‌است. از انواع دیگر آن هم می‌توان به «پُرپر یا شصت پر»، «پنجه گربه‌ای» و «مسکین» اشاره کرد.
گل نرگس به جهت داشتن زیبایی و بوی ویژه مشهور است. بطوریکه در سال ۱۹۹۲ میلادی در جشنواره گل هلند رتبه نخست را به خود اختصاص داد. اما در ایران به علت نبود آگاهی و عدم تبلیغ کافی از این گیاه و خاستگاه آن، اطلاعات کافی منتشر نشده‌است و با وجود همه مزیت‌هایی که گل نرگس دارد تاکنون این گل، سهم ناچیزی از گردشگری گل را به خود اختصاص داده است.
این گیاه پیازدار با ارتفاع بین ۳۰ تا ۴۵ سانتی‌متر و با گل‌های ۳ تا ۸ تایی در فصل زمستان به گل می‌نشیند حدود گلدهی نرگس‌های بالاده ۴۵ روز یعنی از اوایل دی ماه تا اواسط بهمن ماه است.

### پرورشگل نرگس
ماه‌های مرداد و شهریور بهترین زمان برای کشت نرگس هستند، تا ریشه‌ها قبل از شروع زمستان قابلیت رشد را پیدا کنند. اگر چه پیازها باید تا ماه مهر کشت شوند، ولی تا آبان ماه قابل کشت هستند.
برای کشت، آن‌ها را به‌طور مجزا با فاصله‌های ۱۵ سانتی‌متر در یک خاک با زهکشی خوب و مناسب کشت کنید؛ به طوری که حدود ۱۰ سانتی‌متر خاک روی پیازها باشد. مقداری کود معمولی را با خاک مخلوط کنید و در زیر محل کاشت بریزید و اگر خاک، رسی و سنگین است، مقداری شن با آن مخلوط کنید تا به زهکشی خاک کمک کند. پیازها را در زمینی که از آب اشباع است، نکارید.
نرگس‌ها برای گلدهی سال بعد، نیاز به انرژی سرازیر شده از ساقه و برگ به پیازها دارند. به همین دلیل برگ‌ها را از محل طوقه قطع نکنید؛ چون این کار باعث می‌شود آن‌ها ضعیف شوند. هنگامی که ۶ هفته سپری شد، بعد از گلدهی می‌توانید برگ‌ها را قطع کنید؛ چون تأثیری بر گلدهی سال بعد ندارد. بعد از پژمرده شدن گل‌ها، آن‌ها را از بخش زیرین و پشت تخمدان قطع کنید. هر پیازی را که در ساقه و برگ آن نشانی از بیماری است، خارج کرده و آن را بسوزانید.
پس از گلدهی گیاه را هفته‌ای یک بار آبیاری و به وسیله کودهای غنی از پتاس تغذیه کنید، تا هنگامی که برگ‌ها زرد شوند. تعداد زیادی از نرگس‌ها، خیلی خوب به‌طور طبیعی سبز شده و نیاز به جابجایی ندارند. اگر شما باغ کوچکی دارید و دسته‌های نرگس خیلی زیاد و بزرگ شده‌اند، می‌توانید آن‌ها را خارج کرده و تقسیم کنید. پیازهای خارج شده را در مکانی خنک، تاریک و با تهویه مناسب تا زمان کشت بعدی ذخیره کنید. قبل از انبار کردن و نیز قبل از کشت دوباره، تمام پیازهایی را که هنگام لمس کردن حس می‌کنید، نرم هستند یا حالت اسفنجی پیدا کرده‌اند، جدا کرده و بسوزانید.
این گل بومی در جنوب اروپا، شمال آفریقا و همچنین مدیترانه غربی مخصوصاً شبه جزیره ایبری هم وجود دارد. این گیاه را به ۱۳ بخش طبقه‌بندی کرده‌اند که می‌توانید انواع گل‌های نرگس را در این تصویر مشاهده فرمایید.
پیازهای کشت شده در گلدان (برای ۱۶ الی ۲۰ هفته) باید حداقل در عمق ۵ تا ۱۰ سانتی‌متری کاشته شوند که این بستگی به شرایط آب و هوایی منطقه دارد.
بهترین گونه‌ها برای پرورش بستگی به مکانی دارد که می‌خواهید کشت کنید. اگر محیط بزرگی از زمین سبز دارید که می‌خواهید در آنجا نرگس‌ها را کشت کنید، نوع نرگس نم بهترین نتیجه را دارد. گونه‌های مختلف را در یک بخش با هم مخلوط نکنید؛ زیرا محصول این نوع کشت، نتیجه خوبی ندارد.
برای حاشیه و کناره‌های کوچک باغ‌های سنگی بهتر است از انواع کوچک‌تر برای پرورش مانند دو به دو یا پرتاب شعله استفاده شود.
در طول زمان پرورش، حداقل دو بار به وسیله قارچ‌کش شاخ و برگ نرگس‌ها را سمپاشی کنید.
گل‌های نرگس دو دسته هستند: گل نرگس واقعی و نرگس دروغین که نرگس دروغین، بدون بو است نوع طبیعی آن بسیار معطر و مقاوم در مقابل سرما و از بهترین نوع آن نرگس شهلا است.

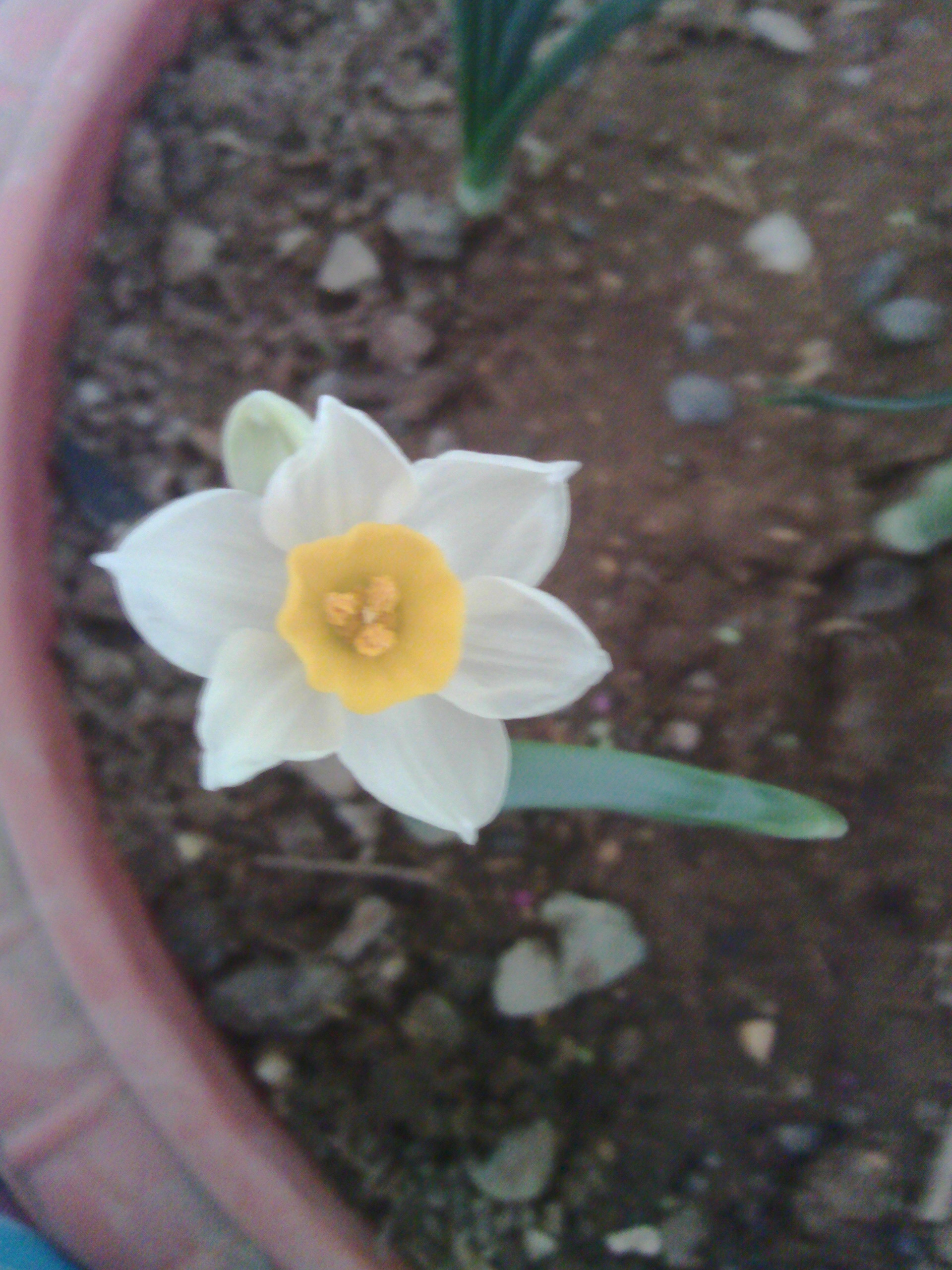
گل نرگس کشت شده در گلدان

عرضه این گل در بسته‌هایی که در فروشگاه‌های گل و دستفروشان حاشیه خیابان ارائه می‌شود نوید در راه بودن بهار را می‌دهد.

### دستورالعمل‌ها
در زمان مناسبی در فصل پاییز پیاز نرگس را بخرید. هرچه پیاز آن بزرگ‌تر باشد، گل شما بزرگ‌تر خواهد شد. پیازهایی که هیچ‌گونه بریدگی، خراش یا دندانه ندارند را انتخاب کنید. پیاز باید ریشه داشته باشد، اما نباید از بالای آن ساقه سبز شده باشد. اگر پیاز فوراً کاشته نشود می‌تواند در یخچال نگه‌داری شود.
یک گلدان انتخاب کنید. کسانی که پیاز را جداگانه خریداری می‌کنند باید گلدان مناسبی را برگزینند. گلدان باید سنگین باشد زیرا زمانی که گیاه شکوفه بدهد، بالای آن سنگین شده و می‌تواند یک گلدان سبک را واژگون کند. پیاز نرگس باید به خوبی بتواند خشک شود، بنابراین نیاز به حداقل یک سوراخ در کف گلدان برای تخلیهٔ آب هست. سایز گلدان مهم است. برای کاشت یک پیاز، گلدان باید حداقل ۱۸ سانتی‌متر عمق داشته و عرض آن حداقل ۵ سانتی‌متر از پهن‌ترین قسمت پیاز بزرگ‌تر باشد.
مقداری آب ولرم در یک کاسه ریخته و ریشهٔ پیاز را به مدت ۲ ساعت در آن غوطه‌ور کنید. همهٔ پیاز را داخل آب قرار ندهید، تنها قسمت انتهایی آن کافی است. این کار پیامی را به پیاز می‌رساند که وقت رشد کردن است. این کار را قبل از کاشت در گلدان انجام دهید.
گلدان را تا نیمه با خاک گلدان پر کنید. پیاز را با ریشه در زیر خاک قرار دهید. اطراف پیاز را با خاک پر کرده و خاک را دور آن محکم کنید. یک سوم از قسمت بالای پیاز را بیرون از خاک بگذارید. پیاز را به خوبی آب بدهید. گلدان را در جایی گرم و در زیر نور مستقیم خورشید قرار دهید. نور خورشید باعث فعال شدن پیاز می‌شود. تا زمانی که ساقه شروع به رشد کند به آن آب ندهید. این ممکن است ۲ یا ۳ هفته یا بیشتر طول بکشد.
بعد از شروع رشد ساقه، هر زمان که حس کردید خاک خشک است به آن آب بدهید. هر دو هفته با دادن محلول آب و کود گیاهان خانگی به گیاه آن را تقویت کنید. گیاه را بچرخانید تا ساقهٔ آن صاف قرارگرفته و اگر گیاه در حال خم شدن بود یک چوب بامبو در کنار آن قرار دهید.

### نکات و هشدارها
یک گلدان سفالی بهترین گزینه برای کاشت پیاز نرگس است. این گلدان را می‌توانید با پیچیدن فویل‌های گل یا پارچه در اطرافش تزیین کنید. زمانی که گیاه شکوفه زد آن را از زیر نور مستقیم بردارید. این کار زمان شکوفه دادن را طولانی‌تر می‌کند.
پیاز نرگس را در یخچالی که در آن سیب دارید قرار ندهید. اگر این دو در مجاورت هم قرار داده شوند، سبب می‌شود پیاز بی‌بار شده و شکوفه ندهد. در حین کاشت، همهٔ پیاز را با خاک نپوشانید. بالای آن اگر پوشانده شود فاسد خواهد شد. پیازهای کاشته شده را در محل سرد قرار ندهید. این کار رشد را کم کرده یا کاملاً مانع رشد می‌شود. این گیاه برای رشد به دمای ۲۱ درجهٔ سانتی‌گراد یا بیشتر نیاز دارد.

## گونه‌ها
- گل نرگس وحشی Narcissus jonquilla
- نرگس Narcissus tazetta

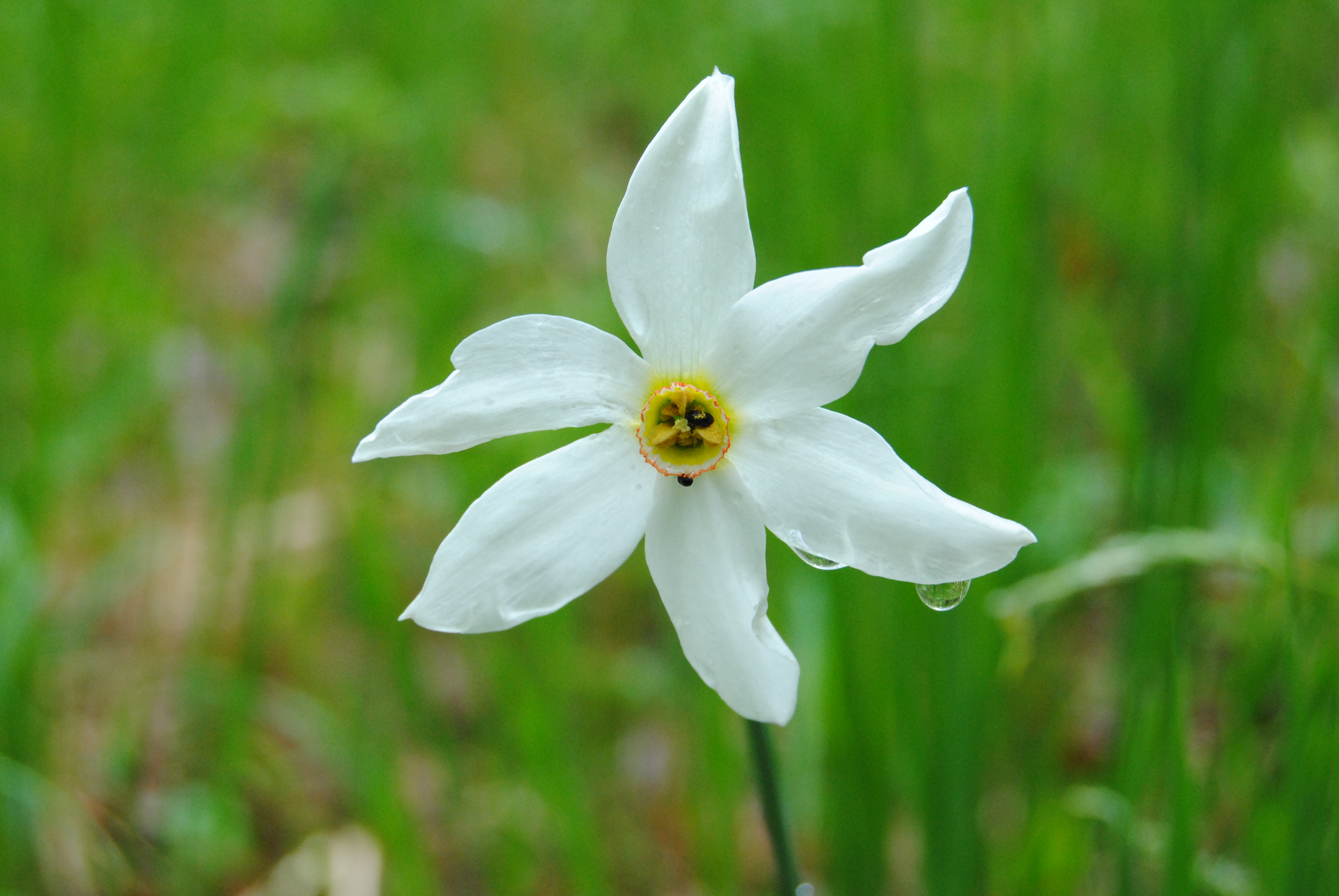
Narcissus poeticus

- نرگس دروغین Narcissus pseudonarcissus
- Narcissus abilioi
- Narcissus abscissus
- Narcissus albicans
- Narcissus albimarginatus
- Narcissus alejandrei
- Narcissus alentejanus
- Narcissus alleniae
- Narcissus aloysii-villarii
- Narcissus andorranus
- Narcissus arundanus
- Narcissus assoanus
- Narcissus asturiensis
- Narcissus atlanticus
- Narcissus bakeri
- Narcissus boutignyanus
- Narcissus brevitubulosus
- Narcissus broussonetii
- Narcissus bulbocodium
- Narcissus buxtonii
- Narcissus calcicola
- Narcissus cantabricus
- Narcissus caramulensis
- Narcissus cardonae
- Narcissus carpetanus
- Narcissus carringtonii
- Narcissus cavanillesii
- Narcissus cazorlanus
- Narcissus cernuus
- Narcissus chevassutii
- Narcissus christianssenii
- Narcissus compressus
- Narcissus confinalensis
- Narcissus confusus
- Narcissus cuatrecasasii
- Narcissus cyclamineus
- Narcissus dordae
- Narcissus dubius
- Narcissus elegans
- Narcissus felineri
- Narcissus flavus
- Narcissus foliosus
- Narcissus fosteri
- Narcissus gaditanus
- Narcissus georgemawii
- Narcissus gigas
- Narcissus gredensis
- Narcissus hannibalis
- Narcissus hedraeanthus
- Narcissus hesperidis
- Narcissus hispanicus
- Narcissus incomparabilis
- Narcissus incurvicervicus
- Narcissus infundibulum
- Narcissus jacetanus
- Narcissus javieri
- Narcissus jeanmonodii
- Narcissus libarensis
- Narcissus litigiosus
- Narcissus lusitanicus
- Narcissus maginae
- Narcissus magnenii
- Narcissus magni-abilii
- Narcissus martinoae
- Narcissus medioluteus
- Narcissus moleroi
- Narcissus montserratii
- Narcissus munozii-garmendiae
- Narcissus nevadensis
- Narcissus nivalis
- Narcissus nutans
- Narcissus obesus
- Narcissus obsoletus
- Narcissus odorus
- Narcissus paivae
- Narcissus papyraceus
- Narcissus perangustus
- Narcissus perezlarae
- Narcissus piifontianus
- Narcissus poculiformis
- Narcissus poeticus
- Narcissus ponsii-sorollae
- Narcissus pravianoi
- Narcissus primigenius
- Narcissus pugsleyi
- Narcissus pujolii
- Narcissus rafaelii
- Narcissus rogendorfii
- Narcissus romieuxii
- Narcissus romoi
- Narcissus rupicola
- Narcissus rupidulus
- Narcissus scaberulus
- Narcissus serotinus
- Narcissus somedanus
- Narcissus supramontanus
- Narcissus susannae
- Narcissus taitii
- Narcissus tenuior
- Narcissus tingitanus
- Narcissus tortifolius
- Narcissus triandrus
- Narcissus tuckeri
- Narcissus viridiflorus
- Narcissus xaverii

## ادبیات
در ادبیات فارسی از گل نرگس به عنوان «چشم» یا «چشم زیبا» تحت عناوینی همچون «چشم نرگس» یاد شده است.

## نگارخانه

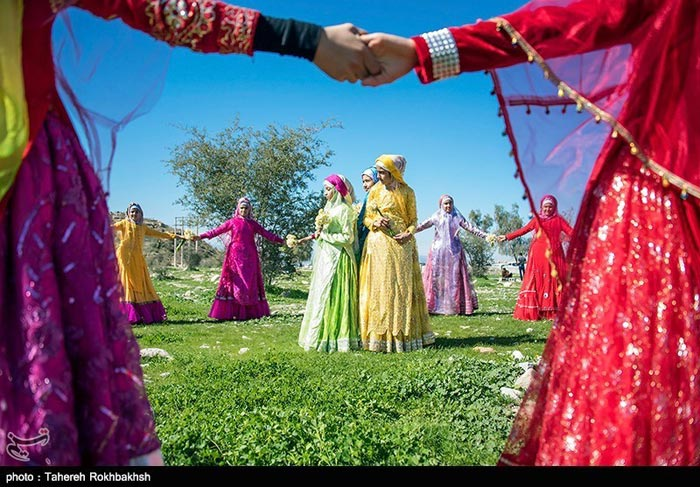
جشنواره گل نرگس در جرو بالاده کازرون
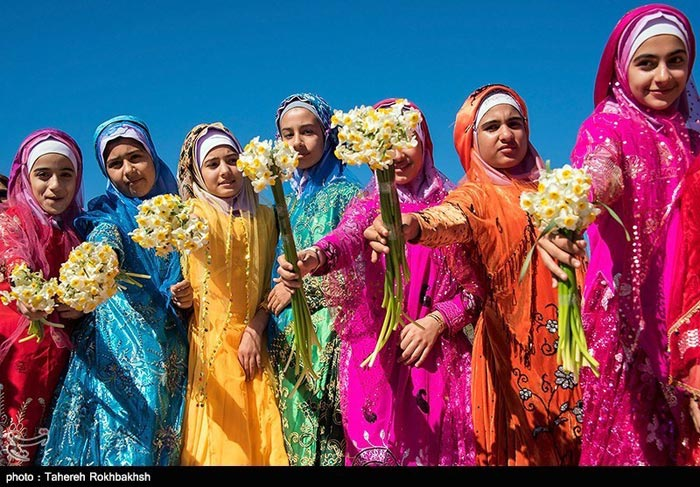
جشنواره گل نرگس کازرون
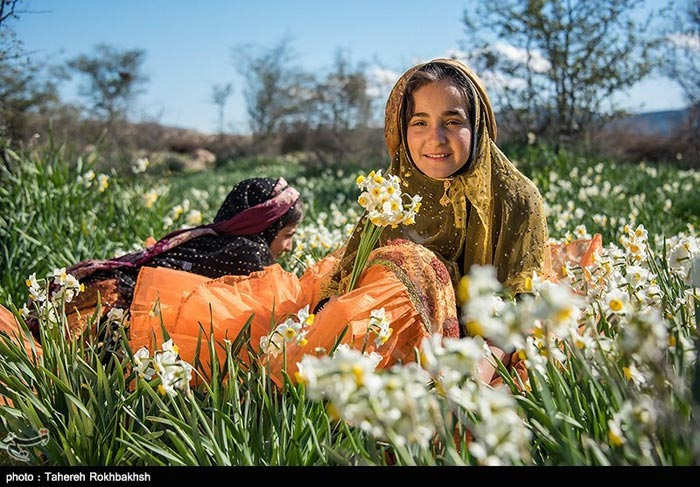
جشنواره گل نرگس جره بالاده کازرون
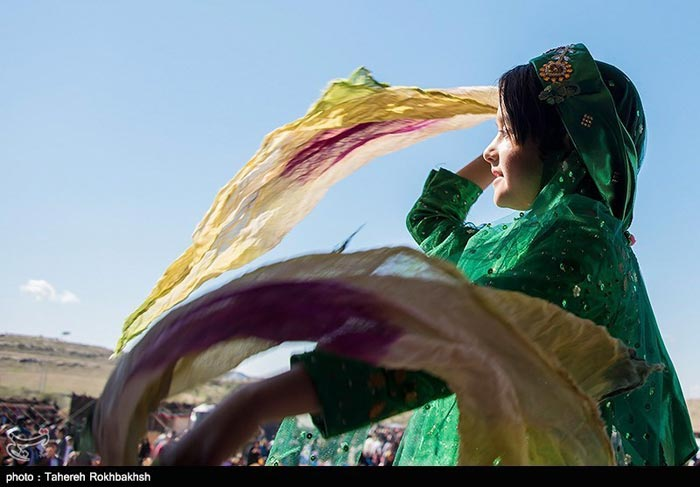
جشنواره گل نرگس کازرون
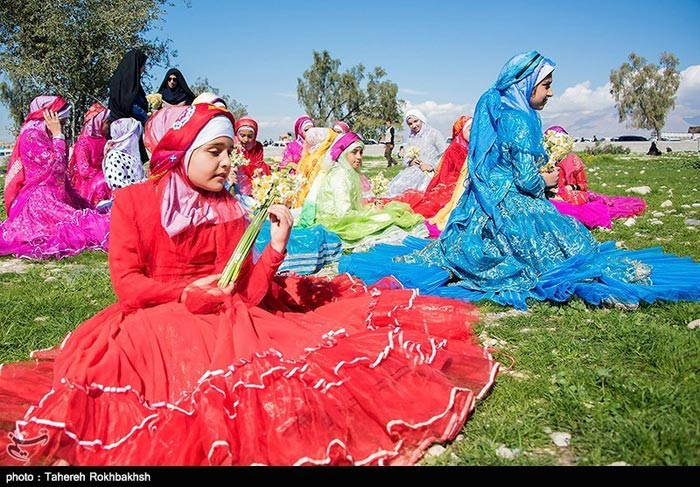
جشنواره گل نرگس کازرون
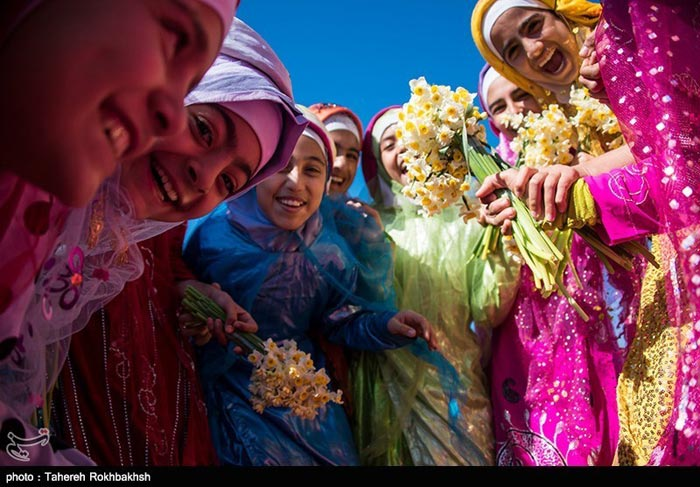
جشنواره گل نرگس کازرون
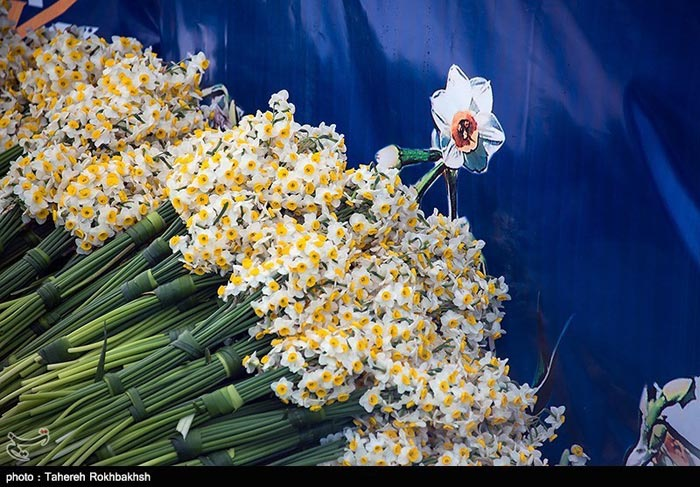
جشنواره گل نرگس کازرون
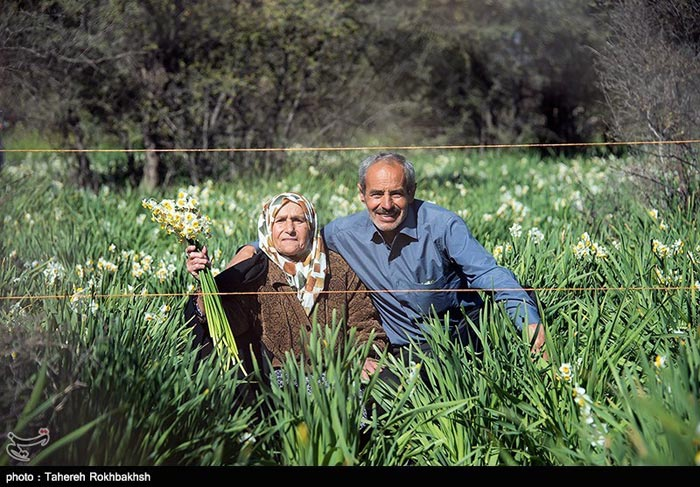
جشنواره گل نرگس کازرون
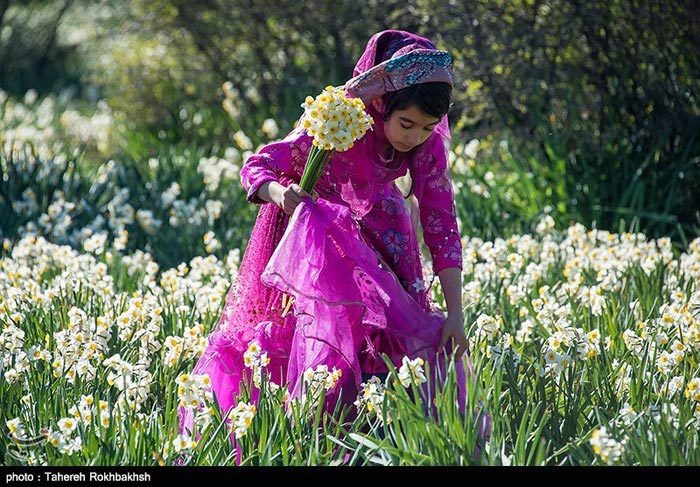
جشنواره گل نرگس کازرون
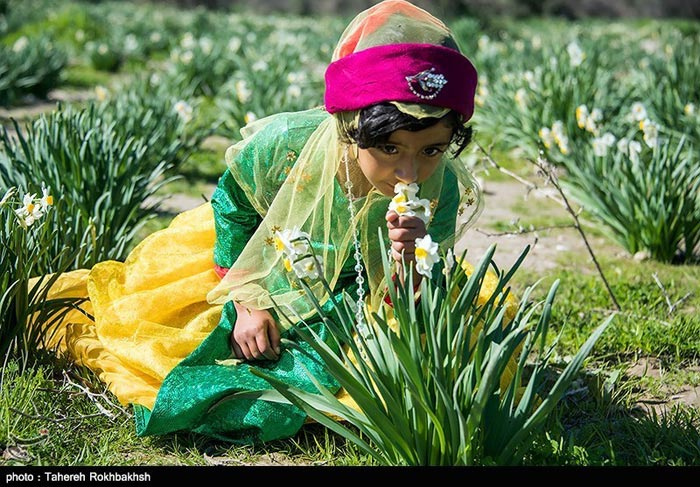
جشنواره گل نرگس کازرون
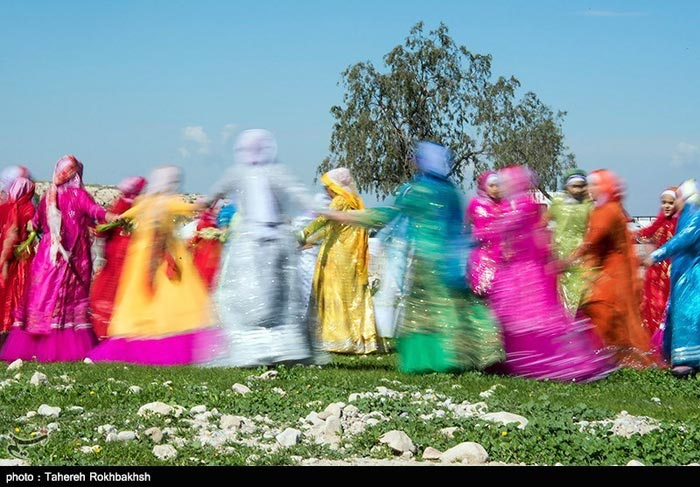
جشنواره گل نرگس کازرون
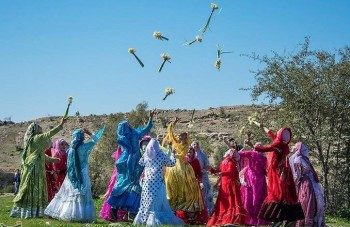
جشنواره گل نرگس کازرون